# Kanton Châlons-en-Champagne-2
Kanton Châlons-en-Champagne-2 is een kanton van het departement Marne in Frankrijk. Het kanton maakt deel uit van het arrondissement Châlons-en-Champagne.

## Gemeenten
Het kanton omvatte tot 2014 een deel van Châlons-en-Champagne en 10
gemeenten:
- Aigny
- Châlons-en-Champagne (deels, hoofdplaats)
- Condé-sur-Marne
- Les Grandes-Loges
- Isse
- Juvigny
- Recy
- Saint-Étienne-au-Temple
- Saint-Martin-sur-le-Pré
- La Veuve
- Vraux

Door de herindeling van de kantons bij decreet van 21 februari 2014, met uitwerking in maart 2015, werd het grondgebied van het kanton binnen de stad gewijzigd en werden er ook 10 gemeenten aan toegevoegd en 2 van afgesplitst. Vanaf 2015 omvat het kanton bijgevolg : 
- Châlons-en-Champagne ( hoofdplaats) (oostelijk deel)
- Aigny
- Aulnay-sur-Marne
- Champigneul-Champagne
- Cherville
- Condé-sur-Marne
- Les Grandes-Loges
- Isse
- Jâlons
- Juvigny
- Matougues
- Recy
- Saint-Gibrien
- Saint-Martin-sur-le-Pré
- Saint-Pierre
- Thibie
- La Veuve
- Villers-le-Château
- Vraux